# Корчмар, Александр Ильич
Александр Ильич Корчма́р (при рождении Овшия Эльевич Корчмар; 19 января [1 февраля] 1911, Одесса, Херсонская губерния — 1974, Москва) — советский инженер и учёный, специалист в области систем телевидения и радиолокационного вооружения.

## Биография
Родился 19 января (по старому стилю) 1911 года в Одессе, в семье дунаевецкого мещанина Эля Мордковича Корчмара (1875—?) и Чарны Йосевны Корчмар (в девичестве Бруман, 1882—?), дочери каменец-подольского мещанина, заключивших брак там же 24 августа 1901 года. Двоюродный брат шахматиста Е. А. Корчмара.
В 1936 году окончил МЭИС.
С 1931 года — техник-конструктор МРТУ (Московский радиотехнический узел), с 1932 года — руководитель лаборатории телевидения.
В 1932 году Корчмар и Я. Б. Шапировский создали телекинокамеру (телекинопередатчик) МРТУ с диском Нипкова для механического телевидения разложением на 30 строк. Они же разработали телекинопередатчик с четкостью разложения изображения на 120 строк.
С 1936 года Корчмар работал в «Радиострое», был одним из конструкторов и специалистов по проектированию и строительству Московского электронного телецентра на Шаболовке. В 1937—1941 годах — ведущий, затем главный инженер МТЦ. Внес ряд важных усовершенствований в проект строительства.
В 1940 году впервые предложил и осуществил на передатчике Московского телецентра способ видеочастотной предкоррекции антенного повтора при помощи искусственной линии задержки.
В 1941—1944 годах служил в РККА, участник Великой Отечественной войны.
В 1944 году отозван с фронта для создания систем радиолокационного вооружения (ЦКБ-17 Наркомата авиационной промышленности, позже НИИ-17, Фрязино).
В 1945—1949 совместно с Я. Б. Шапировским и Г. М. Кунявским создал радиолокационные самолётные бомбоприцелы «Кобальт» и «Рубидий» (главный конструктор проекта) и ряд систем радиолокационного вооружения.

## Награды и премии
- Сталинская премия третьей степени (1949) — за создание новой радиоаппаратуры;
- медаль «За победу над Германией в Великой Отечественной войне 1941—1945 гг.» (17.8.1945).